# Batalla de Germe
La batalla de Germe es va lliurar entre el mes d'abril i maig del 1304 a Germe (Anatòlia) i va enfrontar la Companyia Catalana d'Orient, que servia l'emperador romà d'Orient Andrònic II Paleòleg, contra les tropes turques de l'emirat dels germiyànides. Les tropes turques ocupaven la ciutat romana d'Orient de Germe, però en tenir notícies de l'arribada de la Companyia, evacuaren la ciutat sense presentar batalla. Tot i la precipitació de la fugida però, el turcs no pogueren evitar l'escomesa de catalans i aragonesos, que atacaren durament la ressaga turca.

## Antecedents
Durant el 1302, tots els esforços militars de l'Imperi Romà d'Orient per aturar l'ofensiva dels turcs sobre Anatòlia havien resultat inútils. Davant d'aquesta situació, l'emperador romà d'Orient Andrònic II Paleòleg contractà els serveis d'una unitat de mercenaris, la Companyia Catalana d'Orient, que desembarcà a Constantinoble el setembre del 1303. La primera acció militar contra els turcs tingué lloc pocs dies després de la seva arribada, quan derrotaren i exterminaren sistemàticament les tropes turques de l'Emirat dels karàsides que assetjaven el Cap de l'Artaqui. Donada la proximitat de l'hivern però, la Companyia decidí hivernar al mateix Cap de l'Artaqui.

## Guerra contra els emirats turcs
La campanya del 1304 s'havia d'iniciar el mes d'abril i tenia per principal objectiu alliberar la ciutat romana d'Orient de Filadelfia, assetjada pels turcs de l'Emirat dels germiyànides. Tanmateix, el seu inici fou endarrerit per una disputa amb els mercenaris alans que formaven brigada amb la Companyia. L'enfrontament, que començà quan dos alans intervingueren en defensa d'una dona romana maltractada per un grup d'almogàvers, se saldà amb la mort de més de 300 alans i la retirada de la majoria dels altres malgrat els precs i intents de subornar-los de Roger de Flor. L'expedició sortí finalment a primers de maig amb uns 6.000 almogàvers (1.500 cavallers i 4.500 soldats de peu), els 1.000 alans restants i algunes unitats romanes a les ordres del gran arcont Marules.

## Batalla
Trancorreguts uns dies de maig, la Companyia arribà a la ciutat romana d'Orient d'Achyraus. Des d'allí travessaren les muntanyes i baixaren per la vall del riu Kaïkos, caient per sorpresa sobre la ciutat de Germe, plaça forta romana d'Orient que s'havia rendit als turcs. Aquests, en tenir notícies de l'arribada de la Companyia, s'aparellaren ràpidament i iniciaren l'evacuació de la ciutat, però tot i la precipitació de la fugida, el turcs no pogueren evitar l'escomesa de catalans i aragonesos que atacaren durament la ressaga turca.

## Conseqüències
Després de la batalla la Companyia entrà a Germe, on trobaren Cranislau, un militar búlgar al servei dels romans d'Orient que, com a comandant de la guarnició, l'havia rendit als turcs del beilicat dels germiyànides. Roger de Flor li recriminà la seva rendició, però Cranislau respongué iradament. Roger de Flor, després de ferir-lo d'un cop d'espasa, el condemnà a ell i a dotze homes més de la guarnició a ser executats a la forca a fi de castigar la seva covardia davant els turcs. Els grecs pregaren a Roger de Flor que li perdonés la vida, perquè Cranislau havia demostrat amb anterioritat ser un militar valerós i l'emperador Andrònic II Paleòleg el tenia en alta estima. Finalment, Roger de Flor no l'executà, però a partir d'aleshores les guarnicions romanes d'Orient que la Companyia deixava a la rereguarda no es rendiren davant les tropes turques.
Des de Germe, la Companyia reprengué la seva ruta travessant Chliara, on rebé petició d'ajut de diverses guarnicions romanes d'Orient. Però Roger de Flor es negà a dispersar les seves tropes, perquè la seva estratègia passava per reservar totes les tropes disponibles per a l'exèrcit de maniobra, evitant desgastar-lo en atacs menors o petites escaramusses; l'objectiu principal era el de socórrer Filadelfia, on Roger de Flor sabia que es trobava el gruix de les tropes turques de l'Emirat dels germiyànides i on trobaria la batalla decisiva. D'aquesta manera, la Companyia continuà el camí per Tiatira i s'internà en els primers contraforts de la vall del riu Hermos, per dirigir-se directament cap a Filadelfia.